# 截斷刺鎧蝦
截斷刺鎧蝦（学名：Munida caesura）为鎧甲蝦科刺鎧蝦屬下的一个种。